# Galaxie spirale intermédiaire

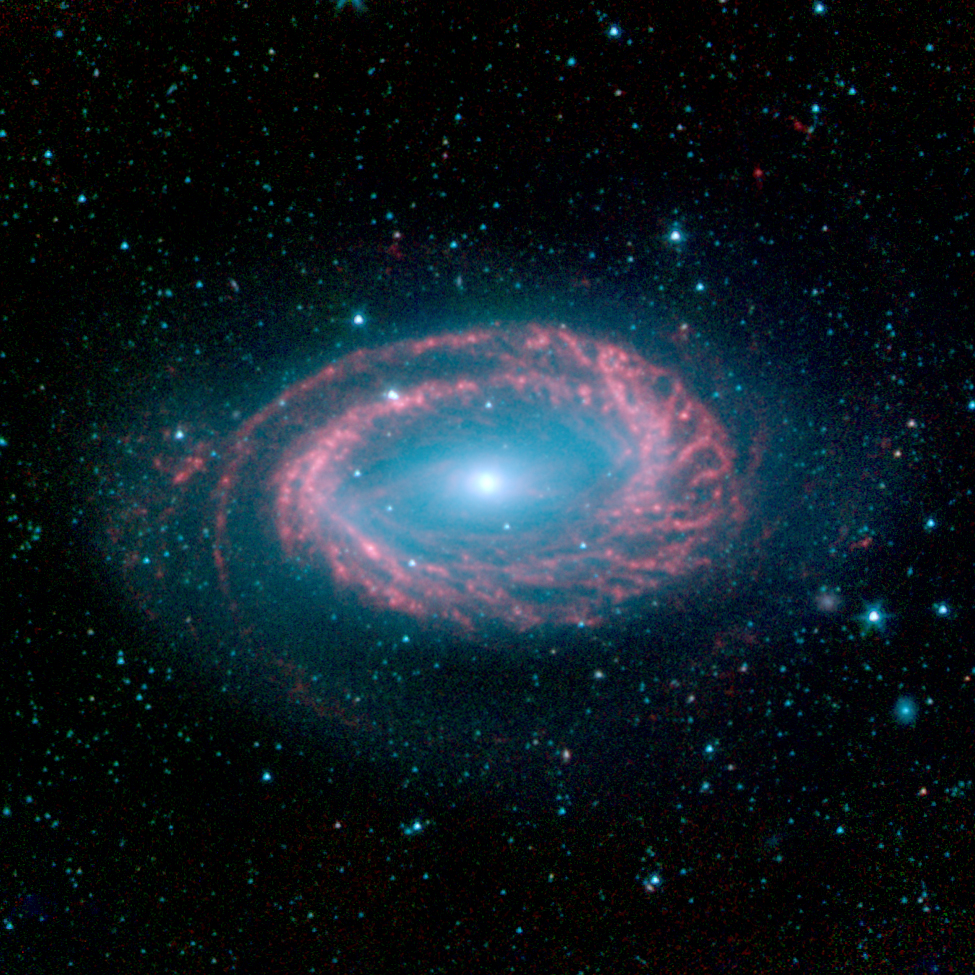
La galaxie NGC 4725 en fausses couleurs, une galaxie spirale intermédiaire.

Une galaxie spirale intermédiaire est une galaxie spirale entre les classifications d'une galaxie spirale régulière et d'une galaxie spirale barrée. 

Les galaxies de ce type sont désignées par SAB dans la séquence de Hubble.